# Kevin Smyth
Pour les articles homonymes, voir Smyth.
Kevin J. Smyth (né le 22 novembre 1973 à Banff, dans la province de l'Alberta au Canada) est un joueur professionnel retraité de hockey sur glace.

## Carrière
Réclamé au quatrième tour du repêchage de 1992 de la Ligue nationale de hockey par les Whalers de Hartford alors qu'il évolue pour les Warriors de Moose Jaw de la Ligue de hockey de l'Ouest, Smyth retourne avec ces derniers pour la saison suivante avant de devenir professionnel en 1993 en rejoignant le club affilié aux Whalers dans la Ligue américaine de hockey, les Indians de Springfield.
Au cours de cette même saison, l'ailier effectue également ses débuts en LNH, disputant 21 rencontres avec Hartford. Il passe cependant la majeure partie de ses trois premières saisons professionnelles en LAH, n'étant rappelé qu'occasionnellement avec les Whalers.
Rejoignant pour la saison 1996-1997 les Solar Bears d'Orlando de la Ligue internationale de hockey, Kevin Smyth voit sa carrière être compromise alors qu'il se blesse grièvement à un œil le 28 décembre 1996 lors d'un match contre l'Ice d'Indianapolis. Il réussit tout de même à revenir au jeu à temps pour les séries éliminatoires et est récompensé pour ses efforts en recevant le tout premier trophée de la LIH pour le plus beau retour au jeu.
Poursuivant avec les Solar Bears pour une autre saison, Smyth ne revient cependant jamais au sommet de sa forme et cette blessure à l'œil l'oblige à se retirer de la compétition à l'été 1999. Il tente un retour au jeu pour la saison 2001-2002 avec les Steelheads de l'Idaho de la West Coast Hockey League mais se retire définitivement après celle-ci.

### Statistiques en club
| Saison     | Équipe                 | Ligue      |    | Saison régulière | Saison régulière | Saison régulière | Saison régulière | Saison régulière |   | Séries éliminatoires | Séries éliminatoires | Séries éliminatoires | Séries éliminatoires | Séries éliminatoires |
| Saison     | Équipe                 | Ligue      | PJ | B                | A                | Pts              | Pun              | PJ               | B | A                    | Pts                  | Pun                  |                      |                      |
| 1990-1991  | Warriors de Moose Jaw  | LHOu       | 66 | 30               | 45               | 75               | 96               | 6                | 1 | 1                    | 2                    | 0                    |                      |                      |
| 1991-1992  | Warriors de Moose Jaw  | LHOu       | 71 | 30               | 55               | 85               | 84               | 4                | 1 | 3                    | 4                    | 6                    |                      |                      |
| 1992-1993  | Warriors de Moose Jaw  | LHOu       | 64 | 44               | 38               | 82               | 111              |                  |   |                      |                      |                      |                      |                      |
| 1993-1994  | Whalers de Hartford    | LNH        | 21 | 3                | 2                | 5                | 10               |                  |   |                      |                      |                      |                      |                      |
| 1993-1994  | Indians de Springfield | LAH        | 42 | 22               | 27               | 49               | 72               | 6                | 4 | 5                    | 9                    | 0                    |                      |                      |
| 1994-1995  | Whalers de Hartford    | LNH        | 16 | 1                | 5                | 6                | 13               |                  |   |                      |                      |                      |                      |                      |
| 1994-1995  | Indians de Springfield | LAH        | 57 | 17               | 22               | 39               | 72               |                  |   |                      |                      |                      |                      |                      |
| 1995-1996  | Whalers de Hartford    | LNH        | 21 | 2                | 1                | 3                | 8                |                  |   |                      |                      |                      |                      |                      |
| 1995-1996  | Falcons de Springfield | LAH        | 47 | 15               | 33               | 48               | 87               | 10               | 5 | 5                    | 10                   | 8                    |                      |                      |
| 1996-1997  | Solar Bears d'Orlando  | LIH        | 38 | 14               | 17               | 31               | 49               | 10               | 1 | 2                    | 3                    | 6                    |                      |                      |
| 1997-1998  | Solar Bears d'Orlando  | LIH        | 43 | 10               | 5                | 15               | 59               | 1                | 0 | 0                    | 0                    | 2                    |                      |                      |
| 1998-1999  | Thunder de Las Vegas   | LIH        | 1  | 0                | 0                | 0                | 0                |                  |   |                      |                      |                      |                      |                      |
| 1998-1999  | Sabercats de Tacoma    | WCHL       | 42 | 25               | 21               | 46               | 83               | 11               | 7 | 13                   | 20                   | 10                   |                      |                      |
|            |                        |            |    |                  |                  |                  |                  |                  |   |                      |                      |                      |                      |                      |
| 2001-2002  | Steelheads de l'Idaho  | WCHL       | 18 | 14               | 10               | 24               | 22               | 14               | 4 | 3                    | 7                    | 4                    |                      |                      |
| Totaux LNH | Totaux LNH             | Totaux LNH | 58 | 6                | 8                | 14               | 31               |                  |   |                      |                      |                      |                      |                      |

## Transactions en carrière
- 1992 : repêché par les Whalers de Hartford (4e choix de l'équipe, 79e au total).
- 25 juin 1997 : droit transféré à la Caroline lorsque les Whalers deviennent les Hurricanes de la Caroline.

## Parentés dans le sport
Son frère Ryan Smyth est également hockeyeur professionnel, il fut le premier choix au repêchage des Oilers d'Edmonton, sixième choix au total lors du 1994.